# Жашківське лісництво
Жа́шківське лісництво — структурний підрозділ Уманського лісового господарства Черкаського обласного управління лісового та мисливського господарства.
Офіс знаходиться в місті Жашків Жашківського району Черкаської області.

## Лісовий фонд
Лісництво охоплює ліси всього Жашківського району.
Сюди входить:
- Конельський ліс, Липовий ліс.

## Об'єкти природно-заповідного фонду
У віданні лісництва не перебувають об'єкти природно-заповідного фонду.